# Lampsophorus
Lampsophorus is een geslacht van wantsen uit de familie van de Miridae (Blindwantsen). Het geslacht werd voor het eerst wetenschappelijk beschreven door Odo Reuter in 1909.

## Soorten
Het genus bevat de volgende soorten:

- Lampsophorus caesareus Reuter, 1909
- Lampsophorus ecuadorensis Carvalho & Ferreira, 1968
- Lampsophorus ecuadoriensis Carvalho & Ferreira, 1968
- Lampsophorus peruanus Carvalho, 1974